# Lepismium
Lepismium Pfeiff. è un genere di piante succulente della famiglia delle Cactacee.

## Distribuzione e habitat
Comprende piante epifite originarie delle foreste pluviali del Sud America (Argentina, Bolivia, Brasile, Paraguay, Uruguay).

## Tassonomia
Comprende le seguenti specie:
- Lepismium cruciforme (Vell.) Miq.
- Lepismium floribundum Süpplie
- Lepismium houlletianum (Lem.) Barthlott
- Lepismium lineare (K. Schum.) Barthlott
- Lepismium lorentzianum (Griseb.) Barthlott
- Lepismium lumbricoides (Lem.) Barthlott
- Lepismium warmingianum (K.Schum.) Barthlott